# Unité urbaine de Basse-Terre
L'unité urbaine de Basse-Terre est une unité urbaine française située  à la Guadeloupe, dont les communes de Baillif, Basse-Terre, Gourbeyre, Saint-Claude, Trois-Rivières et Vieux-Habitants sont des villes-centres et Vieux-Fort la banlieue.

## Données générales
Dans le zonage réalisé par l'Insee en 1999, l'unité urbaine était composée de cinq communes, situées dans l'arrondissement de Basse-Terre.
Dans le zonage réalisé en 2010, l'unité urbaine était composée de six communes, celle de Vieux-Habitants ayant été ajoutée au périmètre.
En 2020, à la suite d'un nouveau zonage, elle est composée de sept communes, la commune de Vieux-Fort s'ajoutant aux précédentes.
En 2022, avec 48 467 habitants, elle représente la 2e unité urbaine de la Guadeloupe.
En 2021, sa densité de population s'élève à 269 hab/km2. Par sa superficie, elle représente 11,3 % du territoire départemental et, par sa population, elle regroupe 12,87 % de la population de la Guadeloupe.

## Composition selon la délimitation de 2020
Elle est constituée des 7 communes suivantes :
| Nom             | Code Insee | Département | Statut       | Superficie (km2) | Population (dernière pop. légale) | Densité (hab./km2) | Modifier                                    |
| --------------- | ---------- | ----------- | ------------ | ---------------- | --------------------------------- | ------------------ | ------------------------------------------- |
| Baillif         | 97104      | Guadeloupe  | ville-centre | 24,30            | 4 949 (2022)                      | 204                | modifier les données · modifier les données |
| Basse-Terre     | 97105      | Guadeloupe  | ville-centre | 5,78             | 9 419 (2022)                      | 1 630              | modifier les données · modifier les données |
| Gourbeyre       | 97109      | Guadeloupe  | ville-centre | 22,52            | 7 378 (2022)                      | 328                | modifier les données · modifier les données |
| Saint-Claude    | 97124      | Guadeloupe  | ville-centre | 34,30            | 10 432 (2022)                     | 304                | modifier les données · modifier les données |
| Trois-Rivières  | 97132      | Guadeloupe  | ville-centre | 31,10            | 7 519 (2022)                      | 242                | modifier les données · modifier les données |
| Vieux-Habitants | 97134      | Guadeloupe  | ville-centre | 58,70            | 7 040 (2022)                      | 120                | modifier les données · modifier les données |
| Vieux-Fort      | 97133      | Guadeloupe  | banlieue     | 7,24             | 1 730 (2022)                      | 239                | modifier les données · modifier les données |

## Évolution démographique
| 1967   | 1974   | 1982   | 1990   | 1999   | 2010   | 2015   | 2021   |
| ------ | ------ | ------ | ------ | ------ | ------ | ------ | ------ |
| 56 473 | 55 279 | 51 381 | 54 060 | 54 076 | 53 827 | 51 774 | 49 448 |

#### Données générales
- Unité urbaine
- Aire d'attraction d'une ville
- Liste des unités urbaines de France

#### Données démographiques en rapport avec l'unité urbaine de Basse-Terre
- Aire d'attraction de Basse-Terre
- Arrondissement de Basse-Terre

#### Données démographiques en rapport avec la Guadeloupe
- Démographie de la Guadeloupe